# لوغانو

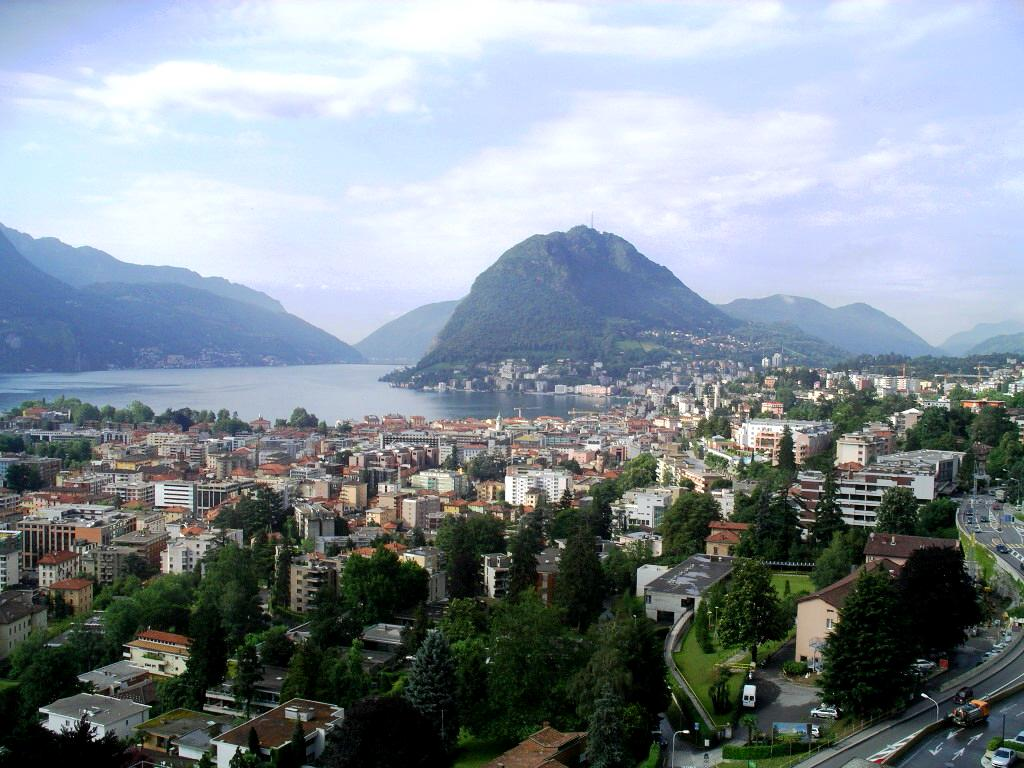
لوغانو

لوغانو {Lugano} أو لوغان (باللومباردية: Lügàn) هي أكبر مدينة بالجزء المتحدث بالإيطالية في سويسرا. تتبع كانتون تيتشينو الواقعة في جنوب البلاد على مقربة من الحدود الإيطالية. يبلغ عدد سكان المدينة نحو 54,667 نسمة (2010)، ومع الضواحي والقرى التابعة للمدينة يصبح عدد السكان حوالي 145,000 نسمة.
تبعد لوغانو عن مدينة ميلانو الإيطالية 70 كم و من انترلاكن 120 كم و من جنيف حوالي 300 كم.
مدينة لوغانو تتسم بالهدوء بالإضافة إلى جمال شوارعها و أزقتها، وهي المدينة الأكبر في المنطقة لقضاء العطلات في تيسينو، وهي مركز مالي، والمركز المصرفي والتجاري، وأيضا مدينة الحدائق والزهور، والفيلات والمباني المقدسة. ويخدم المدينة مطار داخلي هو مطار لوغانو الذي لا يبعد عنها سوى 4 كيلومترات.

## معرض صور

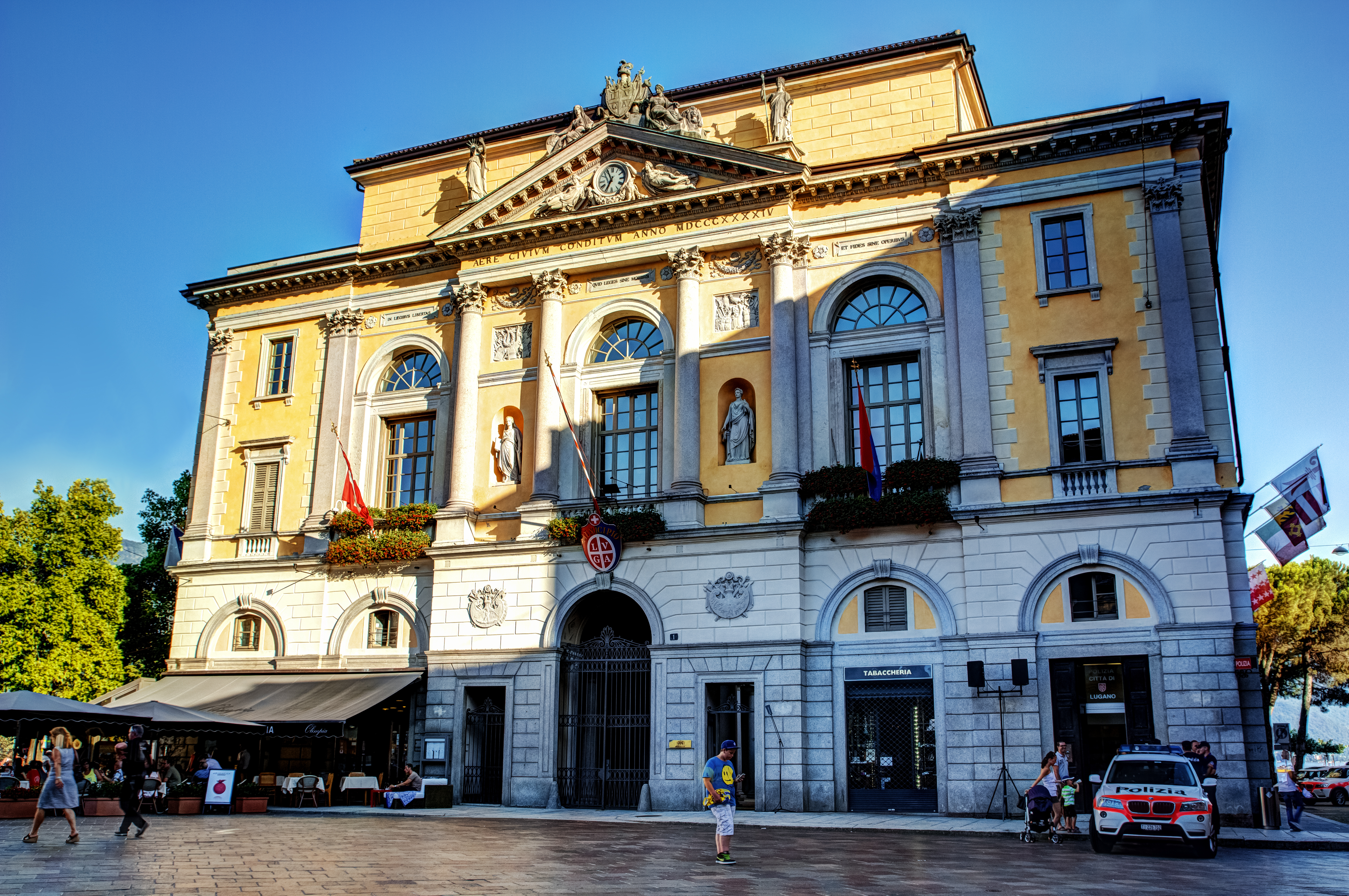
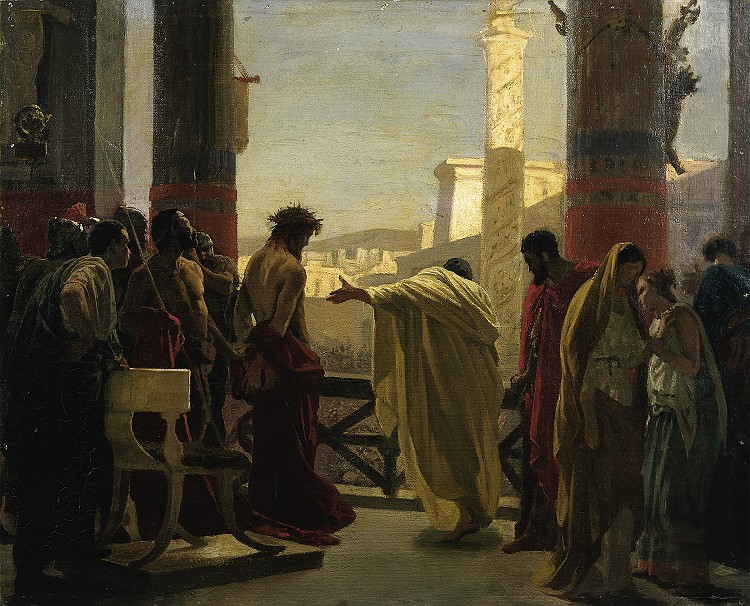
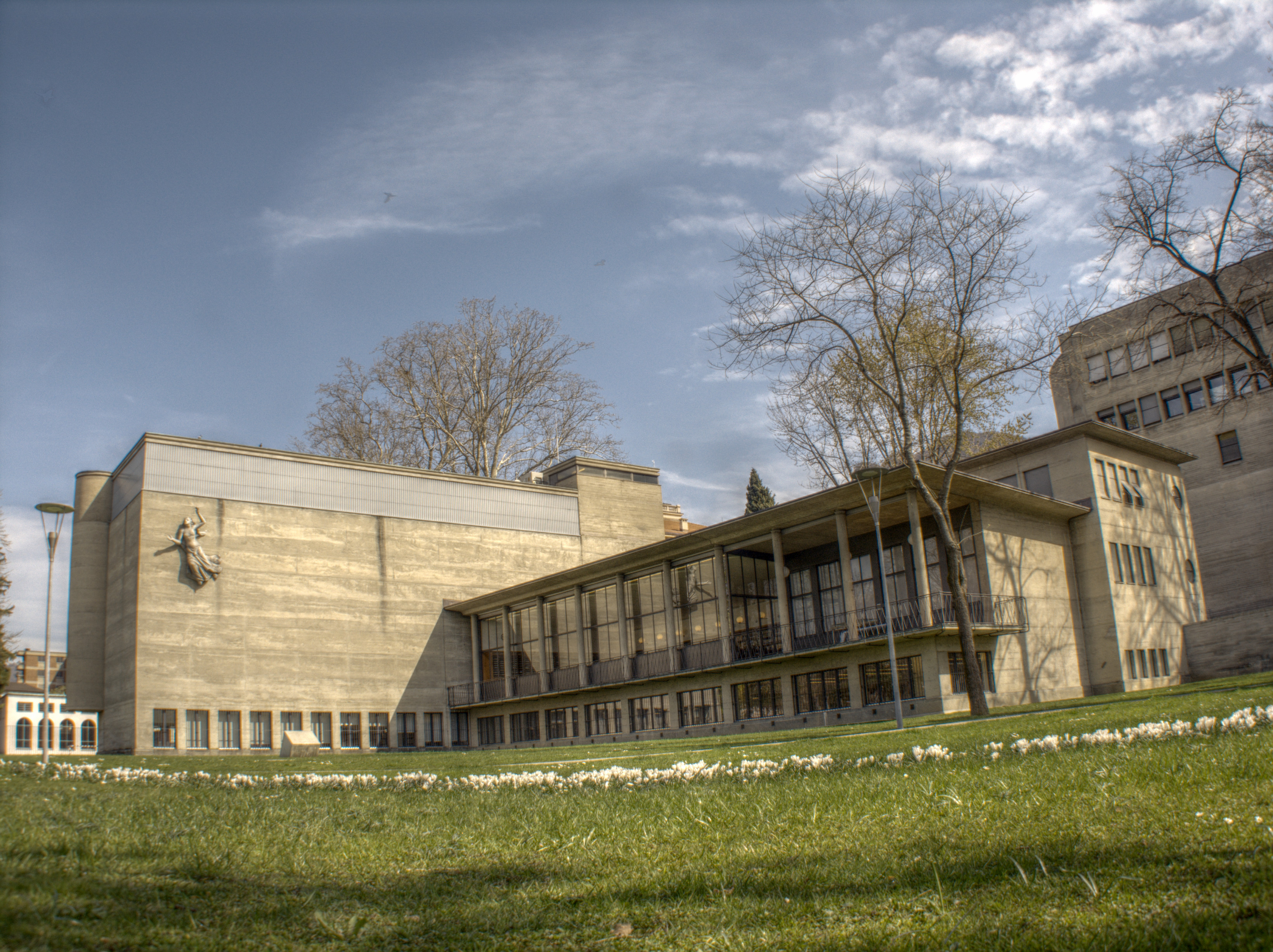

## توأمة
للوغانو اتفاقيات توأمة مع:
- بودغوريتسا

## أعلام
- ماركو بادالينو
- ألفريد نويمان
- ماريو غافرانوفيتش
- كارلا ديل بونتي
- كلاي ريجاتسوني